# Håvard Solbakken
Pour les articles homonymes, voir Solbakken.
Håvard Solbakken (né le 9 août 1973) est un fondeur norvégien.
Håvard Solbakken est un skieur de fond norvégien retraité qui a participé à la Coupe du monde de ski de fond FIS entre 1997 et 2006. Il a remporté une médaille de bronze dans le sprint individuel lors des Championnats du monde de ski nordique FIS 2001 à Lahti.

## Championnats du monde
- Championnats du monde de ski nordique 2001 à Lahti  Finlande:
  -  Médaille de bronze en Sprint.

## Coupe du monde
- Meilleur classement final: 22e en 2000.
- 4 podiums.